# Jeff Corey
Jeff Corey (10 de agosto de 1914 – 16 de agosto de 2002) fue un actor y director de nacionalidad estadounidense. Un respetado profesor de arte dramático, fue incluido en la lista negra de Hollywood en la década de 1950.

## Biografía

### Inicios
Su verdadero nombre era Arthur Zwerling, y nació en Brooklyn, Nueva York, siendo sus padres Mary Peskin, una inmigrante judía rusa, y Nathan Zwerling, un inmigrante judío austriaco. Cursó estudios en la New Utrecht High School de Brooklyn, siendo miembro activo de la sociedad dramática de dicho centro.
Posteriormente recibió formación en la Feagin School of Dramatic Art y formó parte del Proyecto Federal Theatre, y a mediados de los años 1930 actuó con el Clare Tree Major Children's Theater de Nueva York. Cuando Corey empezó en el cine, su agente le sugirió cambiar su nombre por un apodo artístico, lo cual él aceptó.
Él trabajó con Jules Dassin, Elia Kazan, John Randolph y otros artistas teatrales de pensamiento liberal. Aunque acudió a algunos mítines del Partido Comunista, Corey nunca ingresó en la formación. Veterano de la Segunda Guerra Mundial, Corey sirvió en la Armada de los Estados Unidos. Sus memorias, Improvising Out Loud: My Life Teaching Hollywood How To Act, las cuales escribió junto a su hija, Emily Corey, fueron publicadas por University Press of Kentucky. Su amigo y antiguo alumno Leonard Nimoy, escribió el prólogo del libro.

### Hollywood
Corey viajó a Hollywood en 1940, llegando a ser un muy respetado actor de carácter. Uno de sus papeles cinematográficos fue el que hizo en el film Superman and the Mole Men (1951), posteriormente editado para un episodio  de dos partes de la serie televisiva Aventuras de Superman, retitulado "The Unknown People". Antes de esa actuación, Corey había actuado en Frankenstein y el hombre lobo (1943).

### Lista negra
La carrera de Corey se vio frenada a principios de los años 1950, cuando hubo de comparecer ante el Comité de Actividades Antiestadounidenses. Corey se negó a dar nombres de supuestos comunistas y miembros subversivos de la industria del entretenimiento, criticando el testimonio de los testigos previos. Esta conducta le supuso formar parte de la lista negra en los siguientes 12 años. "La mayor parte de nosotros eramos rojos retirados. Lo habíamos dejado, por lo menos yo, años antes", explicaba Corey a Patrick McGilligan, coautor de Tender Comrades: A Backstory of the Hollywood Blacklist (ISBN 978-0-312-17046-2). 
Durante su permanencia en la lista negra, Corey aprovechó sus experiencias en varios talleres de actuación (entre ellos el Actors' Lab, el cual colaboró a formar) en los que buscaba trabajo como profesor de interpretación. Pronto se convirtió en uno de los más influyentes profesores de Hollywood. A lo largo de los años fueron estudiantes suyos Robert Blake, James Coburn, Richard Chamberlain, James Dean, Jane Fonda, Peter Fonda, Michael Forest, James Hong, Sally Kellerman, Shirley Knight, Bruce Lee,Penny Marshall, Jack Nicholson, Darrell M. Smith, Diane Varsi, Sharon Tate, Rita Moreno, Leonard Nimoy, Sally Forrest, Anthony Perkins, Rob Reiner, Robert Towne, Barbra Streisand, y Robin Williams.

### Reinicio de su carrera en los años 1960
En 1962 Corey volvió a actuar en el cine, siguiendo activo hasta los años 1990. Así, fue Hoban en The Cincinnati Kid (1965), Tom Chaney en True Grit (1969), y el Sheriff Bledsoe en Butch Cassidy and the Sundance Kid (1969). En Seconds (1966), una cinta de ciencia ficción dirigida por John Frankenheimer y protagonizada por Rock Hudson, Corey actuó junto a Will Geer y John Randolph encarnando a ricos ejecutivos que reiniciaban su vida con nuevas identidades, un irónico paralelo con la vida real de Corey y los otros actores (exceptuando a Hudson), que también habían marginados por la lista negras en los años 1950.
Corey fue un detective de policía en el thriller psicológico The Premonition (1976), y fue de nuevo el Sheriff Bledsoe en Butch and Sundance: The Early Days (1979). Otro de sus personajes fue Wild Bill Hickok en Pequeño Gran Hombre (1970). Corey dirigió algunas de las pruebas de Superman: The Movie (1978), las cuales podían verse en los extras del DVD, y fue Lex Luthor en algunas de las audiciones.

### Televisión
Corey fue actor invitado en numerosas series televisivas, entre ellas Perry Mason (episodio "The Case of the Reckless Rockhound", 1964), The Outer Limits (episodio "O.B.I.T.", 1963), Star Trek: la serie original (episodio "The Cloud Minders", 1969) y Babylon 5 (episodio "Z'ha'dum", 1996).
Además, dio voz al malvado Silvermane en Spider-Man (1994). También trabajó en la serie de corta duración Paper Moon (1974), basada en la película del mismo nombre. Uno de sus papeles destacados fue el de un juez quemado en un episodio de Night Court (1986).
Fue también el Dr. Miles Talmadge en el episodio de Galería Nocturna "The Dead Man", emitido el 16 de diciembre de 1970. Esta actuación le valió una nominación al Premio Emmy.

### Radio
En la era dorada de la radio, Corey fue el Teniente Abar en el drama criminal The Adventures of Philip Marlowe, emitido por NBC (1947) y CBS (1948-1951).

### Muerte
Jeff Corey falleció el 16 de agosto de 2002, a los 88 años de edad, en Santa Mónica, California, por las complicaciones de una caída. Se celebró su funeral en el Mark Taper Forum de Los Ángeles. Había estado casado con Hope Corey (1938–2002).

## Selección de su filmografía
- 1938 : I Am the Law
- 1939 : ...One Third of a Nation...
- 1940 : Third Finger, Left Hand
- 1940 : Bitter Sweet
- 1940 : You'll Find Out
- 1941 : Petticoat Politics
- 1941 : The Lady from Cheyenne
- 1941 : Mutiny in the Arctic
- 1941 : The Devil and Daniel Webster
- 1941 : You Belong to Me
- 1941 : Paris Calling
- 1942 : North to the Klondike
- 1942 : Roxie Hart
- 1942 : Who Is Hope Schuyler?
- 1942 : The Man Who Wouldn't Die
- 1942 : Small Town Deb
- 1942 : Syncopation
- 1942 : The Postman Didn't Ring
- 1942 : Girl Trouble
- 1942 : Tennessee Johnson
- 1943 : Frankenstein y el hombre lobo
- 1943 : The Moon Is Down
- 1943 : Aerial Gunner
- 1943 : My Friend Flicka
- 1946 : Solo en la noche
- 1946 : Joe Palooka, Champ
- 1946 : It Shouldn't Happen to a Dog
- 1946 : Rendezvous with Annie
- 1946 : The Killers
- 1947 : The Shocking Miss Pilgrim
- 1947 : California
- 1947 : Ramrod
- 1947 : Miracle on 34th Street
- 1947 : Fuerza bruta
- 1947 : Hoppy's Holiday
- 1947 : Los inconquistables
- 1947 : The Flame
- 1947 : The Gangster
- 1948 : Alias a Gentleman
- 1948 : The Wreck of the Hesperus
- 1948 : Let's Live Again
- 1948 : Homecoming
- 1948 : I, Jane Doe
- 1948 : Canon City
- 1948 : A Southern Yankee
- 1948 : Juana de Arco
- 1948 : Kidnapped
- 1948 : Wake of the Red Witch
- 1949 : Hideout
- 1949 : City Across the River
- 1949 : Roughshod
- 1949 : Home of the Brave
- 1949 : Follow Me Quietly
- 1949 : Scene of the Crime
- 1949 : Bagdad
- 1950 : The Nevadan
- 1950 : Singing Guns
- 1950 : The Outriders
- 1950 : Rock Island Trail
- 1950 : Bright Leaf
- 1950 : The Next Voice You Hear...
- 1951 : Catorce horas
- 1951 : Rawhide
- 1951 : Only the Valiant
- 1951 : New Mexico
- 1951 : Sirocco
- 1951 : The Prince Who Was a Thief
- 1951 : Never Trust a Gambler
- 1951 : Red Mountain
- 1951 : Superman and the Mole Men
- 1963 : The Balcony
- 1963 : The Yellow Canary
- 1964 : Lady in a Cage
- 1965 : Treasure of the Aztecs
- 1965 : Pyramid of the Sun God
- 1965 : Once a Thief
- 1965 : Mickey One
- 1965 : The Cincinnati Kid
- 1966 : Seconds
- 1967 : A sangre fría
- 1968 : The Boston Strangler
- 1969 : Impasse
- 1969 : True Grit
- 1969 : Butch Cassidy and the Sundance Kid
- 1970 : Beneath the Planet of the Apes
- 1970 : Getting Straight
- 1970 : They Call Me Mister Tibbs!
- 1970 : Cover Me Babe
- 1970 : Pequeño Gran Hombre
- 1971 : Clay Pigeon
- 1971 : Shoot Out
- 1971 : Catlow
- 1975 : Paper Tiger
- 1976 : The Premonition
- 1976 : El último magnate
- 1977 : Rooster: Spurs of Death!
- 1977 : Moonshine County Express
- 1977 : Curse of the Black Widow
- 1977 : Oh, God!
- 1978 : Jennifer
- 1978 : The Wild Geese
- 1979 : Butch and Sundance: The Early Days
- 1979 : Up River
- 1980 : Battle Beyond the Stars
- 1982 : The Sword and the Sorcerer
- 1984 : Conan el Destructor
- 1985 : Creator
- 1986 : Fist of the North Star
- 1988 : Tajna manastirske rakije
- 1988 : Messenger of Death
- 1990 : Bird on a Wire
- 1990 : The Judas Project
- 1992 : Ruby Cairo
- 1993 : Beethoven's 2nd
- 1994 : El color de la noche
- 1994 : Surviving the Game
- 1997 : American Hero
- 1998 : Ted

## Televisión
- 1963 : The Outer Limits, episodio "O.B.I.T."
- 1965 y 1968 : The Wild Wild West, episodios: "The Night of a Thousand Eyes" y "The Night of the Underground Terror"
- 1966 y 1971 : Bonanza, episodios "The Bridegroom" y "A Single Pilgrim"
- 1969 : Star Trek: la serie original, episodio "The Cloud Minders"
- 1969 y 1971 : Hawaii Five-O, episodios "King of the Hill" y "Highest Castle, Deepest Grave"
- 1969 : Gunsmoke, episodio "The Night Riders"
- 1970 : Galería Nocturna, episodio "The Dead Man"
- 1971 : Mannix, episodio "Overkill"
- 1972 : Alias Smith and Jones episodios "The Men That Corrupted Hadleyburg" y "The Day the Amnesty Came Through"
- 1972 : Something Evil (telefilm)
- 1972 : Walt Disney's Wonderful World of Color, episodio "The High Flying Spy: Part 1"
- 1972 : Search, episodio "Short Circuit"
- 1973 : Police Story, episodio "The Big Walk"
- 1973 : Owen Marshall: Counselor at Law, episodio "Poor Children of Eve"
- 1973 : The Bob Newhart Show, episodio "Old Man Rivers"
- 1975 : The Six Million Dollar Man, episodio "Lost love"
- 1975 : Starsky y Hutch, episodio "Death Ride"
- 1975 : Kojak, episodio "A House of Prayer, a Den of Thieves"
- 1976 : McCloud, episodio "Our Man in the Harem"
- 1977 : Captains Courageous (telefilm)
- 1977 : The Bionic Woman, episodio "The Night Demon"
- 1977 : Testimony of Two Men (miniserie)
- 1978 : The Pirate (telefilm)
- 1978 : Greatest Heroes of the Bible, episodio "David & Goliath"
- 1978 : La isla de la fantasía, episodio "Let the Goodtimes Roll/Nightmare/The Tiger"
- 1978 y 1979 : Barney Miller, episodios "The Prisoner" y "The Desk"
- 1979 y 1981 : Little House on the Prairie, episodios "Barn Burner" y "Blind Justice"
- 1984 y 1986 : Night Court, episodios: "Santa Goes Downtown" y "The Night Off"
- 1985 : Simon & Simon, episodio "Slither"
- 1986 : The A-Team, episodio "Family Reunion"
- 1987 : Perfect Strangers, episodio "Taking Stock"
- 1989 : Jake and the Fatman, episodio "It All Depends on You"
- 1990 : Beauty and the Beast, episodio "The Reckoning"
- 1995 : Picket Fences, episodio "This Little Piggy"
- 1995 : The Marshal, episodio "The Bounty Hunter"
- 1995 y 1997 : Spider-Man, episodios "Chapter 1: The Insidious Six", "Chapter 2: Battle of the Insidious Six", "Chapter 11: Tablet of Time", "Chapter 12: Ravages of Time" y "Chapter 5: Partners"
- 1996 : Babylon 5, episodio "Z'ha'dum"

## Otros trabajos
- 1948-1951 : The Adventures of Philip Marlowe, serie radiofónico
- 1960 : Inside Magoo, corto de animación
- 1972 : Alias Smith and Jones, como director de los episodios "The Men That Corrupted Hadleyburg" y "The Day the Amnesty Came Through"